# ラルース (出版社)
ラルース（フランス語: Édition Larousse）は、事典・辞書などの参考書を専門とするフランス・パリに本社を置く出版社である。1852年、ピエール・ラルースによって設立された。『ラルース百科事典』や辞書の『プチ・ラルース』で知られる。

## 沿革
1852年、ピエール・ラルースが友人のボアイエ（fr:Pierre-Augustin Boyer）とともにラルース・ボアイエ書店をひらく。
1856年には後の『プチ・ラルース』の元となる『新フランス語辞典』（fr:Nouveau Dictionnaire de la langue française）を出版する。
1866年より『19世紀世界百科事典』（fr:Grand Dictionnaire universel du XIXe siècle）の刊行を開始し、1875年にピエール・ラルースは死去するが、翌年の1876年に全15巻で完結した（1878年と1888年に補遺2巻）。この百科事典は『ラルース百科事典』の基礎となり、ラルースの名を高めることとなった。
1938年には『ラルース料理百科事典』（fr:Larousse gastronomique）を刊行。
百科事典としては、1960年から1964年にかけて全10巻で刊行された『大ラルース百科事典』（fr:Grand Larousse encyclopédique）などが代表的である。
1980年には角川書店から日本版として『角川世界名事典ラルース』が刊行されている。
1984年6月、経営難からCEP（fr:Compagnie européenne de publications）に買収された。1997年にはアヴァス・グループ（Havas Group）が買収し、さらに1998年にヴィヴェンディに買収された。ヴィヴェンディは2002年に損失を出し、ラガルデールにラルースを売却した。ラガルデールがフランスの出版界を事実上独占していることに中小出版社が異議を唱えたにもかかわらず、ラルースをフランスの手に残すことで世論を満足させた。2004年からはアシェット・リーブルの子会社となっている。

## その他の出版物
『ラルース・ガストロノミーク』（Larousse gastronomique）も出版し、またフリーなオープンコンテンツの百科事典も提供している。
バイリンガル辞書は、フランス語と英語、ドイツ語、イタリア語、スペイン語、中国語、アラビア語とで発行されている。